# NGC 3365
NGC 3365 في الفهرس العام الجديد، هي مجرة، تقع في كوكبة السدس. اكتشفت في 13 أبريل 1828 بواسطة جون هيرشل.

## روابط خارجية
- NGC 3365 على موقع ويكي سكاي: DSS2, SDSS, GALEX, IRAS, Hydrogen α, X-Ray, Astrophoto, Sky Map, Articles and images